# Cryptoconchus burrowi
Cryptoconchus burrowi är en blötdjursart som först beskrevs av Hugo Frederik Nierstrasz 1905.  Cryptoconchus burrowi ingår i släktet Cryptoconchus och familjen Acanthochitonidae. Inga underarter finns listade i Catalogue of Life.